# Shingo Adachi
Shingo Adachi (足立 慎吾 Adachi Shingo?) es un animador, diseñador de personajes y director de anime japonés. Es más conocido por su trabajo en Sword Art Online, la serie de anime basada en la novela ligera del mismo nombre.

## Biografía

### Inicios en la animación
Shingo Adachi nació en la prefectura de Osaka, Japón. Apasionado por el dibujo desde pequeño, se unió a varios clubes de ilustración durante sus estudios hasta el bachillerato, donde con frecuencia dibujaba los personajes de juegos de rol de mesa de sus amigos, inspirados en particular en Record of Lodoss War. Estudió en el Departamento de Imagen y Vídeo de la Universidad de Arte de Osaka, donde su objetivo profesional era convertirse en mangaka, y se unió a un club de investigación sobre manga y animación japonesa llamado «CAS».
Al no conseguir un contrato a tiempo completo en un estudio, decidió pasar a la animación. Fue contratado como animador en el estudio Xebec después de que Mitsuru Ishihara, en su último año en la universidad, lo invitara a unirse a la empresa.

### Reconocimiento como diseñador de personajes
Después de varios años en Xebec, donde trabajó principalmente como animador y luego como diseñador de personajes en series animadas adaptadas de Mega Man Battle Network, se convirtió en animador independiente junto con su esposa.
Luego trabajó principalmente para el estudio A-1 Pictures, filial de Aniplex. Precisamente con las series de este estudio conoció el éxito, en particular convirtiéndose en el diseñador de personajes de Sword Art Online, que se convirtió en una de las series más populares de la década de 2010.
En 2018, el sitio francés de vídeos bajo demanda Wakanim (propiedad de Aniplex) le encargó el diseño de personajes que sirvieran como mascotas de la plataforma; Adachi hizo lo propio hasta que cesaron las actividades unos años después.

### Carrera de director
En 2022, debutó como director y guionista de series con el anime original Lycoris Recoil, producido por A-1 Pictures, que lo contrató luego de la creación del concepto inicial. La serie fue un éxito, sobre todo en Japón, donde se convirtió en el programa más popular de la temporada de verano, y la serie en formato físico más vendida del año 2022. Incluso Hideo Kojima se dio cuenta de ello y escribió un comentario elogiando la adaptación novedosa de la serie. En la 7.ª edición de los Crunchyroll Anime Awards, la serie fue nominada en ocho categorías, incluida Anime del año, y ganó Mejor Anime Original.

## Estilo e influencias
Adachi es considerado un diseñador de personajes con un estilo muy preciso y técnicamente fluido, con una atracción particular por los lindos personajes femeninos, a quienes considera una ventaja por derecho propio. Cita entre sus influencias a los animadores Satoru Utsunomiya por su sentido del timing y la ligereza del movimiento de sus personajes, y a Makoto Uno, diseñador de personajes de Love Hina y Rail Wars! Nihon Kokuyū Tetsudō Kōantai con quien trabajó en Xebec, por sus elegantes y lindos personajes femeninos.
Para Lycoris Recoil, donde recibió el encargo de realizar una serie que mezclara comedia y acción llegando a un proyecto ya diseñado antes de su participación en el proyecto, toma parte en hacer una serie más ligera y donde su escritura se aleja voluntariamente de los temas políticos y militares del título, incluso si la conclusión de la serie evoca la dualidad entre las inclinaciones utilitarias de los protagonistas y la marginación de ciertos segmentos. de la sociedad de la que forma parte el antagonista. Su estilo, por tanto, reside menos en la acción que en la interpretación de los personajes y en la puesta en escena de las relaciones entre las dos heroínas.

## Vida personal
Shingo Adachi está casado con otra animadora, Haruko Iizuka, a quien conoció en el estudio Xebec y con quien trabajó especialmente en Lycoris Recoil. Actualmente viven juntos en Osaka.

## Trabajos

### Anime

#### Series de televisión
Destaca papeles con funciones de dirección de series.
| Año  | Título                                            | Director(es)       | Estudio      | Funciones | Refs.  |
| ---- | ------------------------------------------------- | ------------------ | ------------ | --- | ------ |
| 1996 | Kidō Senkan Nadesico                              | Tatsuo Satō        | Xebec        | Animación intermedia (#1, 3, 14, 26) | [ 17 ] |
| 2000 | Love Hina                                         | Yoshiaki Iwasaki   | Xebec        | Animación clave (#1) | [ 18 ] |
| 2003 | Uchū no Stellvia                                  | Tatsuo Satō        | Xebec        | Animación clave (#6) | [ 19 ] |
| 2006 | Rockman.EXE Beast+                                | Takao Kato         | Xebec        | Diseño de personajes | [ 20 ] |
| 2006 | Mega Man Star Force                               | Takao Kato         | Xebec        | Diseño de personajes Director de animación | [ 21 ] |
| 2007 | Mega Man Star Force Tribe                         | Takao Kato         | Xebec        | Diseño de personajes Director de animación | [ 22 ] |
| 2008 | To Love-Ru                                        | Takao Kato         | Xebec        | Animación clave (#OP) | [ 23 ] |
| 2008 | Kanokon                                           | Atsushi Ōtsuki     | Xebec        | Director de animación (#12) | [ 24 ] |
| 2008 | Kannagi                                           | Yutaka Yamamoto    | A-1 Pictures | Animación clave (#10) | [ 25 ] |
| 2008 | To Aru Majutsu no Index                           | Hiroshi Nishikiori | J.C.Staff    | Animación clave (#1, 9) | [ 26 ] |
| 2009 | Tetsuwan Birdy Decode:02                          | Kazuki Akane       | A-1 Pictures | Animación clave (#12) | [ 27 ] |
| 2010 | Sora no Woto                                      | Mamoru Kanbe       | A-1 Pictures | Segunda animación clave (#12) | [ 28 ] |
| 2010 | Durarara!!                                        | Takahiro Ōmori     | Brain's Base | Animación clave (#19) | [ 29 ] |
| 2010 | Working!!                                         | Yoshimasa Hiraike  | A-1 Pictures | Diseño de personajes Director jefe de animación Director de animación (#13; OP) | [ 30 ] |
| 2010 | Ōkami-san to Shichinin no Nakama-tachi            | Yoshiaki Iwasaki   | J.C.Staff    | Animación clave (#1) | [ 31 ] |
| 2011 | Fractale                                          | Yutaka Yamamoto    | A-1 Pictures | Director de episodio (#4) Guionista gráfico (#4) Segunda animación clave (#4) | [ 32 ] |
| 2011 | Working'!!                                        | Atsushi Ōtsuki     | A-1 Pictures | Diseño de personajes Director jefe de animación Director de animación (#13; OP, ED) | [ 33 ] |
| 2012 | Sword Art Online                                  | Tomohiko Itō       | A-1 Pictures | Diseño de personajes Director jefe de animación (#1-2, 4, 7-25) Director de animación (#25; OP 1-2, ED 1-2) Director de animación asistente (#7) Ilustración de fondo del patrocinador (#1) | [ 34 ] |
| 2013 | Galilei Donna                                     | Yasuomi Umetsu     | A-1 Pictures | Diseño de personajes Director jefe de animación Director de animación (#1, 11; OP, ED) Animación clave (#OP)                                                                                | [ 35 ] |
| 2014 | Sword Art Online II                               | Tomohiko Itō       | A-1 Pictures | Diseño de personajes Director jefe de animación (#1-2, 4, 6, 8, 10, 12, 14, 16, 18, 20, 22) Director de animación (#24) Director de animación de acción (#21) Animación clave (#OP2, ED1)   | [ 36 ] |
| 2014 | Minarai Diva                                      | Kōtarō Ishidate    | Yaoyorozu    | Diseño de personajes | [ 37 ] |
| 2015 | Working!!!                                        | Yumi Kamakura      | A-1 Pictures | Diseño de personajes Director jefe de animación Director de animación | [ 38 ] |
| 2018 | Sword Art Online: Alicization                     | Manabu Ono         | A-1 Pictures | Diseño de personajes Guionista gráfico (#OP 1) Director de unidad (#OP 1) Director de animación (#1; OP 1-2) Animación clave (#OP 1)                                                        | [ 39 ] |
| 2019 | Sword Art Online: Alicization - War of Underworld | Manabu Ono         | A-1 Pictures | Diseño de personajes | [ 40 ] |
| 2022 | Lycoris Recoil                                    | Shingo Adachi      | A-1 Pictures | Director Composición de la serie Guionista (#1-2) Director de episodios (#OP, ED) Guionista gráfico (#1, 3, 10, 13; OP, ED) Director de unidad (#OP, ED)                                    | [ 9 ]  |

#### Películas
| Año  | Título                                                       | Director(es)     | Estudio        | Funciones                                                       | Refs.  |
| ---- | ------------------------------------------------------------ | ---------------- | -------------- | --------------------------------------------------------------- | ------ |
| 2005 | Futari wa Precure: Max Heart Movie 2 - Yukizora no Tomodachi | Junji Shimizu    | Toei Animation | Animación clave                                                 | [ 41 ] |
| 2006 | Top wo Nerae! & Top wo Nerae 2! Gattai Movie!!               | Kazuya Tsurumaki | Gainax         | Animación clave                                                 | [ 42 ] |
| 2010 | Uchū Show e Yōkoso                                           | Kōji Masunari    | A-1 Pictures   | Directo asistente de animación                                  | [ 43 ] |
| 2017 | Sword Art Online: Ordinal Scale                              | Tomohiko Itō     | A-1 Pictures   | Diseño de personajes Director jefe de animación Animación clave | [ 44 ] |
| 2021 | Eiga Daisuki Pompo-san                                       | Takayuki Hirao   | CLAP           | Diseño de personajes                                            | [ 45 ] |
| TBA  | Wasted Chef                                                  | TBA              | CLAP           | TBA                                                             | [ 46 ] |

#### ONAs
Destaca papeles con funciones de dirección de series.
| Año  | Título                                       | Director(es)  | Estudio      | Funciones                                | Refs.  |
| ---- | -------------------------------------------- | ------------- | ------------ | ---------------------------------------- | ------ |
| 2025 | Lycoris Recoil: Friends are Thieves of Time. | Shingo Adachi | A-1 Pictures | Guionista (#1, 6) Guionista gráfico (#2) | [ 47 ] |

#### OVAs
| Año  | Título             | Director(es)     | Estudio | Funciones               | Refs.  |
| ---- | ------------------ | ---------------- | ------- | ----------------------- | ------ |
| 2002 | Love Hina Again    | Yoshiaki Iwasaki | Xebec   | Animación clave (#1-3)  | [ 48 ] |
| 2010 | Black★Rock Shooter | Shinobu Yoshioka | Ordet   | Segunda animación clave | [ 49 ] |

#### Especiales
| Año  | Título                                             | Director(es)     | Estudio | Funciones       | Refs.  |
| ---- | -------------------------------------------------- | ---------------- | ------- | --------------- | ------ |
| 2001 | Love Hina Haru Special: Kimi Sakura Chiru Nakare!! | Yoshiaki Iwasaki | Xebec   | Animación clave | [ 50 ] |

### Videojuegos
| Año  | Título                | Funciones            | Refs.  |
| ---- | --------------------- | -------------------- | ------ |
| 2023 | Loop8: Summer of Gods | Diseño de personajes | [ 51 ] |